# Гістерезис

Крива гістерезису

Гістерезис (грец. ὑστέρησις — «той, що відстає», «пізніший») — неоднозначна залежність зміни фізичної величини, яка характеризує стан або властивість тіла, від зміни фізичної величини, що характеризує зовнішні умови. Гістерезис зумовлений необоротними змінами в тілі, які виникають від дії зовнішніх факторів, внаслідок чого тіло після припинення діяння на нього характеризується так званими залишковими властивостями (залишковим намагніченням, електризацією, деформацією тощо).

## Загальний опис
Гістерезис спостерігається в тих випадках, коли стан тіла/системи визначається не лише незалежними від системи зовнішніми умовами в цей момент часу, але й її попереднім станом. Таким чином за однакових зовнішніх умов система може перебувати в різних дійсних станах. Вважають, що термін увів шотландський фізик Джеймс Альфред Евінг (James Alfred Ewing).
Гістерезис означає ненакладання перебігу при змінах у протилежних напрямках, тобто криві, що описують такі зміни, не збігаються.
Гістерезис зустрічається у багатьох природних явищах та широко використовується у техніці, це одне з ключових понять теорії автоматичного керування та кібернетики.
У математиці гістерезисом визначають зворотну біфуркацію у нелінійних функціях в теорії динамічних систем.
Цим терміном також інколи користуються при описанні макроекономічних процесів, коли ринки реагують на зміну зовнішніх чинників зміною свого стану, але не повертаються у попередній стан, коли зовнішні чинники більше не діють на них.
Розрізняють гістерезис:
- магнітний;
- діелектричний;
- пружний;
- магнітострикційний;
- температурний;
- термомагнітний ;
- адсорбційний гістерезис та інші.

## Опис окремих різновидів
- У матеріалознавстві — залежність вимірюваної величини (певних властивостей матеріалу) від напрямку змін параметра, від якої вона залежить. Оцінюється за різницею між зміною вгору та вниз шкали, починаючи з найнижчої та найвищої точки вимірювань.
- У твердотільних переходах — різниця в температурах чи тисках для переходу від однієї фази до іншої в прямому та зворотному напрямках.
- У електроаналітичній хімії — гістерезис (електродна пам'ять) спостерігається, коли є різниця між електрорушійною силою спостереженою на початку в розчині, що містить певну концентрацію А, та при другому її вимірюванні в цьому самому розчині після витримування електрода в розчині з іншою концентрацією А.
- В електрохімії — явище, яке проявляється в незбігові вихідного значення потенціалу з його значенням, виміряним після того, як концентрація визначуваного йона змінилась і повернулась до вихідної концентрації. Відтворюваність спостережуваних значень потенціалу електрода в цьому випадку низька.
- У вимірювальній техніці — явище, яке полягає в різних показах приладу (варіація показів) за одного і того ж значення вимірюваної величини в залежності від передісторії зміни самої величини.